# Antonia fedtschenkoi
Antonia fedtschenkoi är en tvåvingeart som beskrevs av Friedrich Hermann Loew 1873. Antonia fedtschenkoi ingår i släktet Antonia och familjen svävflugor. Inga underarter finns listade i Catalogue of Life.